# Tramwaje w Les Sables-d’Olonne
Tramwaje w Les Sables-d’Olonne − zlikwidowany system komunikacji tramwajowej we francuskim mieście Les Sables-d’Olonne, działający w latach 1898−1925.

## Historia
Tramwaje w Les Sables-d’Olonne uruchomiono 12 sierpnia 1898. Linia tramwajowa o rozstawie szyn 1000 mm połączyła Casino des Pins z dworcem. Tramwaje na trasie kursowały tylko w porze letniej. Do obsługi linii dysponowano 9 wagonami silnikowymi oraz 4 wagonami doczepnymi. Do I wojny światowej przewożono dużo liczbę pasażerów, po wojnie liczba ta zaczęła się zmniejszać. Linię tramwajową zlikwidowano 15 września 1925.